# Bovari svizzeri

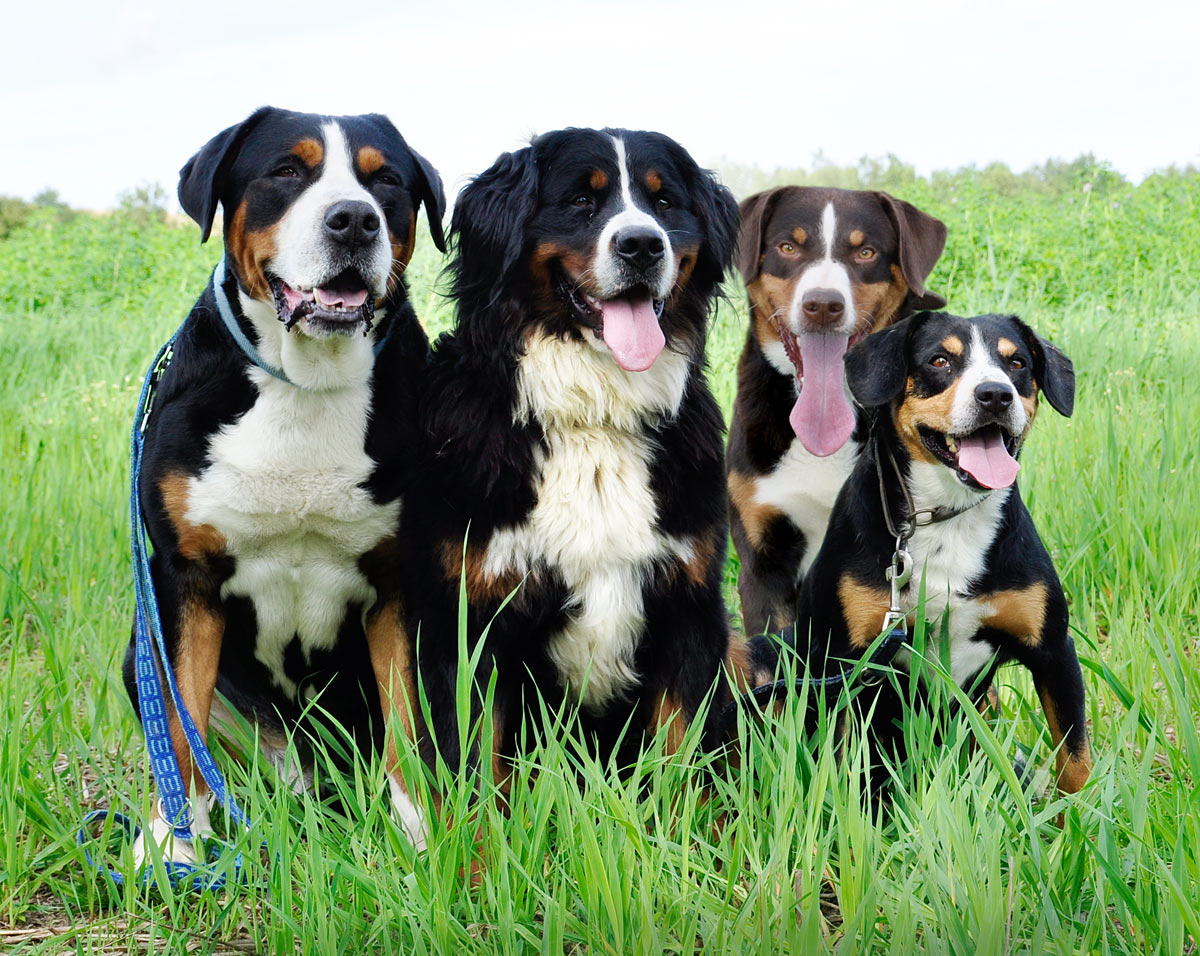
Quattro esemplari dei diversi bovari svizzeri

I bovari svizzeri o Sennenhunde sono una famiglia di 5 razze canine selezionate dai contadini svizzeri per aiutarli nelle fattorie nelle Alpi Svizzere. Sono caratterizzati da un mantello tricolore, con taglia che varia dalla media alla grande.
Le cinque razze in questione sono:
- Grande bovaro svizzero
- Bovaro del Bernese
- Bovaro dell'Appenzell
- Bovaro dell'Entlebuch
- Piccolo bovaro dell'Alsazia

## Origini e storia
Tradizionalmente si fa risalire l'origine dei bovari svizzeri ai molossi dei Romani.
I bovari svizzeri sono stati per secoli selezionati dai contadini come cani da pastore e da guardia, che potessero badare alle mandrie e proteggerle dai pericoli e dai predatori. Sono stati usati per molto tempo come cani da fattoria, adibiti a lavori come traino e trasporto.
L'allevamento in purezza delle cinque razze risale nei decenni a cavallo fra Ottocento e Novecento, con un importante contributo del dottor Albert Heim